# جائزة هديل العالمية للإعلام الجديد
جائزة هديل العالمية للإعلام الجديد هي جائزة عالمية يخطط منظموها لأن تمنح سنوياً للمتميزات والمتميزين في مجالات الإعلام الجديد.

## نبذة
تم الإعلان عن الجائزة في يوليو 2008 وستمنح للمرة الأولى مطلع العام 2009. ستقتصر الجائزة في سنتها الأولى على خمسة فروع تتعلق جميعها بالتدوين, وسيتم توسيع مجالها بعد ذلك. تشرف على الجائزة مؤسسة غير ربحية لا تزال في طور التأسيس. من المنتظر أن تصدر لجنة التأسيس بياناً صحافياً لتبيين تفاصيل الجائزة ومعاييرها وشروط الاشتراك فيها.
اسم الجائزة هو في ذكرى هديل محمد الحضيف, المدونة السعودية الرائدة في عالم التدوين التي وافاها الأجل في منتصف مايو 2008  بعد قضائها لخمس وعشرين يوماً في غيبوبه لم يعرف سببها.